# Everglow (canción de Coldplay)
«Everglow» (en español «Brillo eterno») es una canción de la banda de rock británica, Coldplay. Es la cuarta canción y quinto sencillo de su séptimo álbum de estudio, A Head Full of Dreams. La pista también se estrenó durante el programa de radio Beats 1 de Zane Lowe. El 11 de noviembre de 2016 fue lanzado digitalmente como el quinto sencillo del álbum.

## Composición
Everglow gira en torno a un riff de piano. La pista está escrita en la clave de C#Menor a 73 BPM y una progresión de acordes que alterna entre C#m-A-E-G#m7 y C#m-A-E-B.

## Actuaciones en vivo
La canción fue interpretada durante la fiesta de lanzamiento del álbum A Head Full of Dreams, en iHeartRadio, el 19 de noviembre de 2015.

## Video musical
El video musical fue dirigido por Joe Connor el cual fue filmado en el estadio "Eisstadion am Pferdeturm" en Hannover, Alemania, el 30 de junio de 2016, pero fue inédito. Finalmente el video fue estrenado en línea en 2017. Otro video filmado por Ben Mor, con Chris Martin interpretando la canción en un piano, fue lanzado el 9 de diciembre de 2016.

## Lista de canciones
| Descarga digital Single Version |                                  |          |  |
| N.º                             | Título                           | Duración |  |
| 1.                              | «Everglow» (Single Version Edit) | 3:47     |  |
| 2.                              | «Everglow» (Single Version)      | 5:01     |  |
| 8:48                            |                                  |          |  |

| Descarga digital, CD Promocional |            |          |  |
| N.º                              | Título     | Duración |  |
| 1.                               | «Everglow» | 4:42     |  |
| 4:42                             |            |          |  |

| CD Promocional Single Version Edit |                                  |          |  |
| N.º                                | Título                           | Duración |  |
| 1.                                 | «Everglow» (Single Version Edit) | 3:47     |  |
| 3:47                               |                                  |          |  |

| CD Promocional Argentina |                                  |          |  |
| N.º                      | Título                           | Duración |  |
| 1.                       | «Everglow» (Main Version)        | 4:42     |  |
| 2.                       | «Everglow» (Single Version)      | 5:01     |  |
| 3.                       | «Everglow» (Single Version Edit) | 3:47     |  |
| 4.                       | «Everglow» (Instrumental)        | 4:43     |  |
| 18:13                    |                                  |          |  |

## Posicionamiento en listas
| Listas (2015–2017)                          | Mejor posición |
| ------------------------------------------- | -------------- |
| Alemania (Offizielle Deutsche Charts)       | 42             |
| Austria (Ö3 Austria Top 40)                 | 44             |
| Bélgica (Flandes) (Ultratop 50)             | 37             |
| Bélgica (Valonia) (Ultratip Bubbling Under) | 4              |
| Canadá (Canadian Hot 100)                   | 66             |
| Francia (SNEP)                              | 28             |
| Hungría (Single Top 40)                     | 21             |
| Islandia (RÚV)                              | 8              |
| Irlanda (IRMA)                              | 55             |
| Italia (FIMI)                               | 35             |
| Noruega (VG-lista)                          | 23             |
| Países Bajos (Dutch Top 40)                 | 16             |
| Países Bajos (Mega Single Top 100)          | 25             |
| Reino Unido (UK Singles Chart)              | 52             |
| Suecia (Sverigetopplistan)                  | 60             |
| Suiza (Schweizer Hitparade)                 | 16             |